# Asmild kloster
Asmild kloster var ett katolskt kloster för kvinnor tillhörigt augustinorden i Jylland i Danmark.  Det grundades 1165, och upplöstes under reformationen i Danmark. 
Av priorinnorna nämns 1450 Else Svendsdatter, och 1489, 1530 och 1535 Maren Lauridsdatter. 
Asmild kloster blev nedlagt efter reformationen 1536 och blev krongods, som Anders Skeel til Jungetgård fick som län. Nunnorne fick lov att bo kvar, och nämndes så sent som 1552.